# バチェラーNo.2
『バチェラーNo.2』（原題：Bachelor No. 2 or, the Last Remains of the Dodo）は、エイミー・マンが2000年に発表した3作目のスタジオ・アルバム。映画『マグノリア』（1999年）のサウンドトラック・アルバムを挟んで発表された。マンが設立したインディーズ・レーベル、スーパーエゴ・レコードから発表された初のアルバムで、2001年には収録曲や曲順の異なるヴァージョンがV2レコードからリリースされた。

## 解説
本作は当初ゲフィン・レコードから発表される予定だったが、ゲフィンとインタースコープ・レコードの合併を機にエイミー・マンとレーベルとの関係が悪化したため、マン自身が原盤権を買い戻した。マンは当初、インターネットを通じて本作を販売し、オンラインでの売り上げだけでも2万5千枚に達した。そして、後に店頭でも発売され、2001年の時点で20万枚以上を売り上げた。
「デスリー」「ドライヴィング・サイドウェイズ」「ユー・ドゥ」「セイヴ・ミー」は、1999年に映画『マグノリア』のサウンドトラック・アルバムで発表されており、「ナッシング・イズ・グッド・イナフ」は、『マグノリア』のサウンドトラックにはインストゥルメンタルとして収録されていたが、本作のヴァージョンは歌詞がつけられている。「ドライヴィング・サイドウェイズ」は、本作では唯一ブレンダン・オブライエンがプロデュースを担当した曲だが、後にV2レコードから発売されたヨーロッパ盤や日本盤では、「ドライヴィング・サイドウェイズ」がカットされた代わりに、アメリカ盤には収録されていなかった「セイヴ・ミー」と、新曲「バックファイアー」が収録された。V2レコードのヴァージョンは、曲順も一部変更されている。
2000年から2009年発表のアルバムを対象としてSlant Magazineのスタッフが選出した「Best of the Aughts」では、本作が100位にランク・インした。

## 収録曲
特記なき楽曲はエイミー・マン作。

### オリジナル盤
1. "How Am I Different" (Aimee Mann, Jon Brion) - 5:04
2. "Nothing Is Good Enough" - 3:10
3. "Red Vines" - 3:43
4. "The Fall of the World's Own Optimist" (A. Mann, Elvis Costello) - 3:07
5. "Satellite" - 4:10
6. "Deathly" - 5:37
7. "Ghost World" - 3:32
8. "Calling It Quits" - 4:10
9. "Driving Sideways" (A. Mann, Michael Lockwood) - 3:49
10. "Just Like Anyone" - 1:22
11. "Susan" - 3:51
12. "It Takes All Kinds" (A. Mann, J. Brion) - 4:06
13. "You Do" - 3:46

### V2レコード盤
エンハンストCDとして発売され、「セイヴ・ミー」のミュージック・ビデオが追加収録された。
1. ハウ・アム・アイ・ディファレント - "How Am I Different" (A. Mann, J. Brion) - 5:04
2. ナッシング・イズ・グッド・イナフ - "Nothing Is Good Enough" - 3:10
3. レッド・ヴァインズ - "Red Vines" - 3:43
4. ザ・フォール・オブ・ザ・ワールズ・オウン・オプティミスト - "The Fall of the World's Own Optimist" (A. Mann, E. Costello) - 3:07
5. サテライト - "Satellite" - 4:10
6. デスリー - "Deathly" - 5:37
7. ゴースト・ワールド - "Ghost World" - 3:32
8. コーリング・イット・クイッツ - "Calling It Quits" - 4:10
9. スーザン - "Susan" - 3:51
10. バックファイアー - "Backfire" (A. Mann, J. Brion) - 3:24
11. イット・テイクス・オール・カインズ - "It Takes All Kinds" (A. Mann, J. Brion) - 4:06
12. セイヴ・ミー - "Save Me" - 4:34
13. ジャスト・ライク・エニワン - "Just Like Anyone" - 1:22
14. ユー・ドゥ - "You Do" - 3:46

## 参加ミュージシャン
- エイミー・マン - ボーカル、ベース、アコースティック・ギター
- ジョン・ブライオン - エレクトリックギター、キーボード、ドラムス、バッキング・ボーカル
- マイケル・ロックウッド - エレクトリックギター、キーボード、メロディカ、バッキング・ボーカル
- マイケル・ペン - ギター、スライドギター、バッキング・ボーカル
- クレイトン・スコーブル - エレクトリックギター
- ジェン・トライニン - エレクトリックギター
- ブレンダン・オブライエン - ベース、スライドギター(on "Driving Sideways")
- パトリック・ウォーレン - キーボード
- ベンモント・テンチ - キーボード
- ジョン・サンズ - ドラムス
- リック・メンク - ドラムス
- ダン・マッキャロル - ドラムス
- バディ・ジャッジ - ドラム・プログラミング、オルガン、バッキング・ボーカル
- ハンク・リンダーマン - ドラム・プログラミング
- マイケル・ハウスマン - ドラム・プログラミング、タンブリン
- マーク・フラナガン - トランペット
- マイケル・ペインズ - ヴァイオリン
- グラント・リー・フィリップス - バッキング・ボーカル
- ジュリアナ・ハットフィールド - バッキング・ボーカル(on "Deathly")
- グレン・ティルブルック - バッキング・ボーカル(on "Backfire")